# Sveti Petar (otok)
Sveti Petar je hrvaški otok v Primorsko-goranski županiji.
Sveti Petar je manjši nenaseljeni s sredozemskim grmičevjem (makijo) porasel otoček, ki leži na severu Jadrana, v zahodnem nizu Kvarnerskih otokov, južno od otoka Lošinja, nasproti severovzhodne obale Ilovika. Površina otočka, na katerem stoji svetilnik je 0,956 km², dolžina obale meri 5,70 km. Najvišji vrh z imenom Velo brdo je visok 62 mnm.
Na otoku so ostanki rimske ville rustice. V 11. stoletju so na otoku zgradili benedektinski samostan Sancti Petri Nembis ", po katerem se otok imenuje. Ostanki zidov tega samostana se sedaj uporabljajo za ograjo pokopališča.  Samostanska cerkev je bila porušena v 19. stoletju. Beneški obrambni stolp iz 1597 pa je prav tako v ruševinah.
Iz pomorske karte je razvidno, da svetilnik, ki stoji na jugozshodni strani otok oddaja svetlobni signal: B Bl 3s. Nazivni domet svetilnika je 5 milj.